# Germinal (1993)
Germinal ist die Verfilmung des gleichnamigen Romans von Émile Zola durch Claude Berri aus dem Jahr 1993.

## Handlung
Die Geschichte spielt in der Bergbaustadt Voreux im Nordfrankreich des mittleren 19. Jahrhunderts. Étienne Lantier, ein arbeitsloser Mechaniker, kommt in die Stadt und findet bei der Familie Maheu eine Bleibe. Er verliebt sich in die älteste Tochter Catherine. In der Kohlengrube von Voreux findet er einen Arbeitsplatz. Dieser ist zwar schlecht bezahlt, doch Étienne ist nicht wählerisch, da er auf das Geld angewiesen ist. Bald jedoch ist er über die unmenschlichen Arbeitsbedingungen so empört, dass er, ein überzeugter Sozialist, die Bergarbeiter zum Aufstand bewegt.
Der Streik, den Étienne anführt, bringt die gesamte Kohleindustrie der Gegend in große Schwierigkeiten, doch die Lebensbedingungen der Arbeiterfamilien verschlechtern sich noch zusätzlich, da der Lohn ausfällt. Die Unternehmer holen unterdessen belgische Aushilfsarbeiter zu Hilfe. Die Arbeiter sind darüber empört und wollen sich wehren, als das Militär eingreift. Es kommt zu einer Schießerei, bei der mehrere Aufständische, darunter auch der alte Maheu und sein kleiner Sohn, getötet werden. Durch den Hunger und die Verzweiflung müssen die Streikenden schließlich ihre Arbeit fortsetzen und bekommen nun noch weniger Lohn.
Bevor die Arbeiter einfahren, sabotiert der Anarchist Souvarine die Mine, was zu einem Einsturz führt. Bis auf Etienne, Catherine und deren ehemaligen Verlobten werden alle gerettet. Etienne erschlägt in der Enge der Grube Chaval, den Liebhaber Catherines, in einem Kampf und muss zusehen, wie Catherine verhungert. Als die Rettungsmannschaften zu ihnen vordringen ist nur noch Étienne übrig. Der verlässt nach seiner Rettung Voreux und will weiter für den Sieg des Sozialismus kämpfen.

## Kritik
Der film-dienst kritisierte die Wiederverfilmung des Zola-Romans, die der Vorlage in keiner Weise gerecht werde, lobte aber die weibliche Darstellerriege um Miou-Miou. Germinal würde das Interesse des Zuschauers schnell erlahmen, da „die Charakterisierung der gesellschaftlichen Gruppen sich in Schwarz-Weiß-Malerei erschöpft und die Hauptrolle falsch besetzt“ sei.

## Auszeichnungen
Der Film war 1994 zwölfmal für den französischen Filmpreis César nominiert, konnte sich aber nur in zwei Kategorien, Beste Kamera und Beste Kostüme (Moidele Bickel, Sylvie Gautrelet und Caroline de Vivaise), durchsetzen. Die anderen zehn Nominierungen waren in den Kategorien Bester Film, Beste Regie, Beste Hauptdarstellerin (Miou-Miou), Bester Nebendarsteller (Jean-Roger Milo), Beste Nebendarstellerin (Judith Henry), Bestes Drehbuch, Beste Filmmusik, Bester Ton, Bestes Szenenbild und Bester Schnitt.

## Synchronisation
Die deutsche Synchronfassung entstand bei der Interopa Film GmbH, Berlin. Für das Dialogbuch und die Synchronregie sorgte Theodor Dopheide.
| Rolle                       | Darsteller         | Synchronsprecher      |
| --------------------------- | ------------------ | --------------------- |
| Étienne Lantier             | Renaud             | Ulrich Matthes        |
| Maheude                     | Miou-Miou          | Anita Lochner         |
| Vincent Maheu dit Bonnemort | Jean Carmet        | Detlev Witte          |
| Toussaint Maheu             | Gérard Depardieu   | Manfred Lehmann       |
| Rasseneur                   | Jean-Pierre Bisson | Frank-Otto Schenk     |
| Souvarine                   | Laurent Terzieff   | Eberhard Prüter       |
| Victor Deneulin             | Bernard Fresson    | Klaus Sonnenschein    |
| Chaval                      | Jean-Roger Milo    | Thomas Petruo         |
| Philippe Hennebeau          | Jacques Dacqmine   | Friedrich G. Beckhaus |
| Madame Hennebeau            | Anny Duperey       | Rita Engelmann        |